# Aleuropleurocelus guazumae
Aleuropleurocelus guazumae es un hemíptero de la familia Aleyrodidae, subfamilia: Aleyrodinae.
Fue descrita científicamente por primera vez por Vicente Emilio Carapia Ruiz y Oscar Ángel Sánchez Flores en Carapia-Ruiz et al. 2018

## Etimología
El epíteto específico de la especie Aleuropleurocelus guazumae es referido al género de la planta donde se obtuvieron los especímenes tipo.

## Hospederos
Guazuma ulmifolia Lam.

## Distribución
México: Guerrero.